# Suctobelbella papuana
Suctobelbella papuana är en kvalsterart som först beskrevs av Balogh 1968.  Suctobelbella papuana ingår i släktet Suctobelbella och familjen Suctobelbidae. Inga underarter finns listade i Catalogue of Life.